# Chip butty

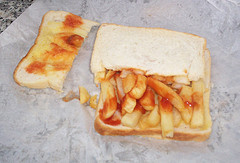
Chip butty à la sauce tomate.

Le chip butty est une spécialité culinaire anglo-saxonne, originaire du nord de l'Angleterre.  C'est un sandwich constitué de deux épaisses tranches de pain de mie (ou d'un petit pain blanc), généreusement beurrées, et d'une garniture de frites bien chaudes, assaisonnées à volonté d'une sauce, de préférence de la sauce tomate ou du ketchup, ou bien de la mayonnaise ou une sauce brune.
Ce sandwich est aussi appelé chip sandwich, chip barm ou chip cob en Angleterre, piece-n-chips en Écosse et french fry sandwich en Amérique du Nord.
Il était à l'origine consommé par les ouvriers et servi dans les pubs. Il est plus courant dans le nord de l'Angleterre que dans le sud.